# Мочалово (Нижегородская область)
Мочалово — деревня в Вачском районе Нижегородской области. Входит в состав Казаковского сельсовета.
До 28 августа 2009 года находилась в составе Алтунинского сельсовета.

## Население
| 1999 | 2002 | 2010 |
| ---- | ---- | ---- |
| 43   | ↘33  | ↘19  |